# Sergenterie de Saint-Gilles
La sergenterie de Saint-Gilles est une ancienne circonscription administrative de la Manche.
Elle ressortissait aux élections de Coutances et de Saint-Lô, qui faisaient elles-mêmes partie de la généralité de Caen.

## Compositions
Elle comprenait 9 paroisses :
1. Agneaux
2. Canisy
3. Gourfaleur
4. La Mancellière
5. Quibou
6. Saint-Ébremond-de-Bonfossé
7. Saint-Gilles
8. Saint-Samson-de-Bonfossé
9. Valjouais, ancienne paroisse et commune, aujourd'hui rattachée à Gavray

En 1713, les huit premières paroisses de cette sergenterie se trouvaient rattachées à l'élection de Saint-Lô. Seule la paroisse de Valjouais est restée dans l'élection de Coutances.